# SJ Buss

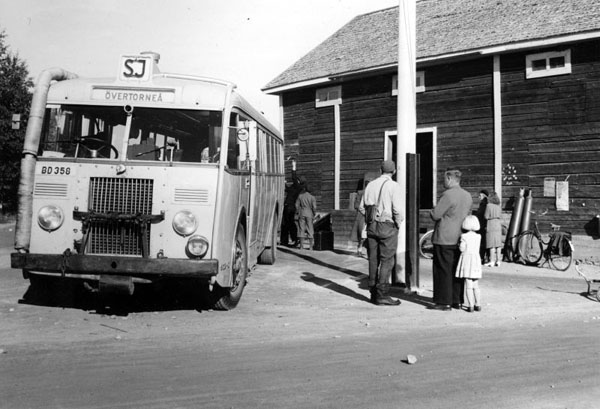
En SJ buss år 1946.

SJ Buss eller SJ Biltrafik var varumärket för den busstrafik som bedrevs av Statens Järnvägar. Den första busslinjen startades 1911 mellan Tanum och Grebbestad. Statens Järnvägar bedrev även busstrafik i dotterbolaget GDG biltrafik AB. 1990 slogs de båda verksamheterna samman under namnet Swebus (i dag Nobina Sverige).

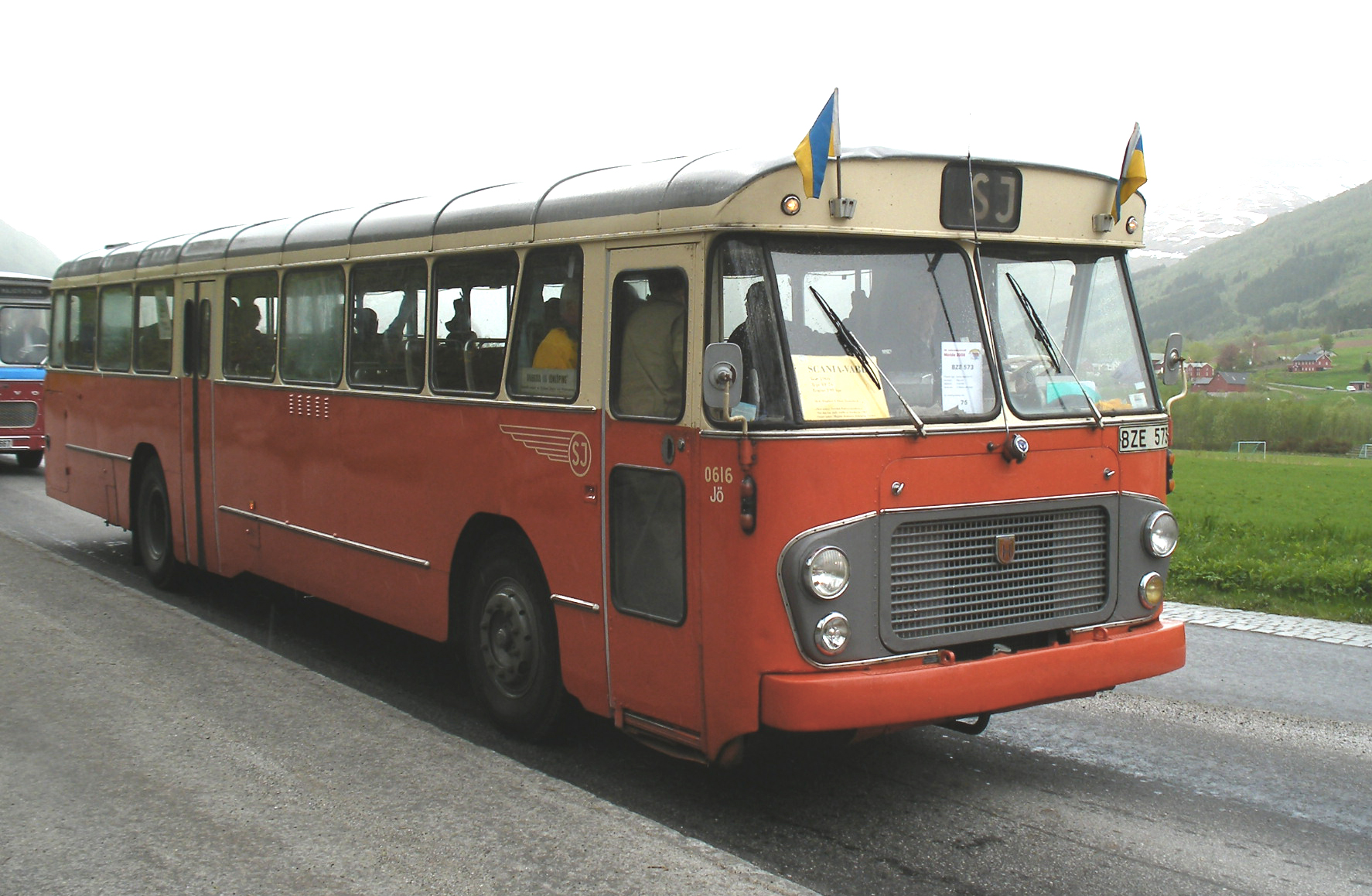
En buss levererad 1966 till Statens Järnvägars Biltrafik.

På 1980-talet var SJ Buss det största busstrafikföretaget i Sverige med ungefär 1700 bussar.